# Legazpi (Madrid)
Legazpi est un quartier administratif de Madrid situé dans l'arrondissement d'Arganzuela. D'une superficie de 139,64 hectares, il accueille 19 866 habitants en octobre 2019.

## Géographie
Occupant 139,65 hectares, Legazpi est le quartier situé le plus au sud de l'arrondissement d'Arganzuela. Il est bordé au nord par les quartiers de Chopera, Delicias et Atocha, par le Manzanares et l'arrondissement d'Usera à l'ouest et par l'autoroute M-30 qui le sépare de Puente de Vallecas à l'est et au sud.

## Histoire
Érigé sur l'ancienne Dehesa de la Arganzuela, le quartier commence à s'urbaniser vers 1860, avec l'arrivée du chemin de fer. Par la suite, dès le XXe siècle, le marché central des fruits et légumes de Madrid, ouvert en 1935, est construit.